# Jesper Juelsgård
Jesper Juelsgård, född den 26 januari 1989, är en dansk fotbollsspelare (försvarare) som spelar för FC Fredericia.

## Karriär
I augusti 2016 värvades Juelsgård av AGF Århus, där han skrev på ett treårskontrakt. Den 7 juni 2019 förlängde Juelsgård sitt kontrakt fram till sommaren 2022.
I februari 2022 värvades Juelsgård av isländska Valur. Den 12 januari 2023 skrev han på ett 1,5-årskontrakt med FC Fredericia.